# 1,1,1,3,3-pentafluorobutano
L'1,1,1,3,3-pentafluorobutano o HFC-365mfc è un idrofluorocarburo. Viene usato come agente schiumogeno e come refrigerante in alternativa ai clorofluorocarburi Freon 11; Freon 113 e HCFC-141b. Al contrario di essi tuttavia il 1,1,1,3,3-pentafluorobutano è altamente infiammabile. 
L'uso, la produzione e l'importazione dell' HFC-365mfc sono limitati dal Regolamento (UE) n.517/2014 per via del suo alto GWP (804)

## Produzione
La sostanza può essere prodotta tramite scambio di alogeno fra il 1,1,1,3,3-pentaclorobutano e acido fluoridrico. L'intermedio clorurato può essere prodotto a partire da 2-cloro-1,3-butandiene e tetracloruro di carbonio in presenza di un catalizzatore.
CH2=CCl-CH=CH2 + CCl4 → CCl3-CH2-CCl2-CH3
CCl3-CH2-CCl2-CH3 + 5 HF → CF3-CH2-CF2-CH3 + 5 HCl

## Usi
La sostanza può essere utilizzata come refrigerante, come propellente in bombolette aerosol, come agente espandente nella produzione di schiuma plastica e come solvente.